# 종교 방송
종교 방송(宗敎放送)는 종교를 위한 라디오 방송과 텔레비전 채널의 편성 형태로 특수방송을 속한다.

## 대한민국의 방송

### 라디오 겸 텔레비전 채널
- CBS기독교방송 - 개신교
- 극동방송[1] - 개신교
- 가톨릭평화방송 - 천주교
- BBS불교방송 - 불교
- 원음방송 - 원불교

### 케이블 채널
- GoodTV - 개신교
- CGNTV - 개신교
- CMTV - 개신교
- CTS기독교TV - 개신교
- C채널 - 개신교
- BTN불교TV - 불교
- 상생방송 - 증산도
- 유교TV방송 - 유교

## 같이 보기
- 방송